# Peter Masterson
Peter Masterson (Houston, 1º giugno 1934 – Houston, 19 dicembre 2018) è stato un attore, regista e produttore cinematografico statunitense.

## Biografia
Nel ruolo di regista ha diretto, tra gli altri, In viaggio verso Bountiful (1985) e Convicts (1991). Nel ruolo di attore ha recitato nei film L'esorcista (1973) e La fabbrica delle mogli (1975). Ha inoltre scritto la sceneggiatura della pellicola Il più bel casino del Texas (1982).

## Filmografia parziale

### Attore
- Marines: sangue e gloria (Ambush Bay), regia di Ron Winston (1966)
- La calda notte dell'ispettore Tibbs (In the Heat of the Night), regia di Norman Jewison (1967)
- Sinfonia di guerra (Counterpoint), regia di Ralph Nelson (1967)
- Il Barone Rosso (Von Richthofen and Brown), regia di Roger Corman (1971)
- L'esorcista (The Exorcist), regia di William Friedkin (1973)
- La fabbrica delle mogli (The Stepford Wives), regia di Bryan Forbes (1975)
- Giardini di pietra (Gardens of Stone), regia di Francis Ford Coppola (1987)

### Regista
- In viaggio verso Bountiful (The Trip to Bountiful) (1985)
- Legami di sangue (Blood Red) (1989)
- Amori sospesi (The Only Thrill) (1991)
- Artic Blue (Arctic Blue) (1993)

### Soggetto
- Il più bel casino del Texas (The Best Little Whorehouse in Texas), regia di Colin Higgins (1982)

### Direttore della fotografia
- The Cake Eaters - Le vie dell'amore, regia di Mary Stuart Masterson (2007)